# 宮崎市立池内小学校
宮崎市立池内小学校（みやざきしりつ いけうちしょうがっこう）は、宮崎県宮崎市池内町にある公立小学校。

## 沿革
- 1971年4月1日 - 宮崎市立大宮小学校より分離。
- 1971年5月7日 - 開校式挙行。この日を創立記念日とする。

## 通学区域
池内小学校の通学区域には以下の区域が指定されている。
- 池内町
- 平和ケ丘北町
- 平和ケ丘西町
- 平和ケ丘東町
- 南方町

## アクセス
- バス：宮崎交通「平和が丘団地入口」バス停下車、徒歩5分

## 主な卒業生
- 宮崎宣子 (フリーアナウンサー)